# عقد 120 هـ
عقد 120 هـ هو الفترة بين عام 120 إلى 129 في التقويم الهجري، أي العشر سنوات الثالثة من القرن الثاني الهجري.